# 일본제일당
일본제일당(일본어: 日本第一党 닛폰 다이이치토[*])는 일본의 내셔널리즘, 극우 정당이다. 재특회의 전 회장인 사쿠라이 마코토가 창당하였다.
2016년 8월 15일 사쿠라이가 반천황제운동연락회의 야스쿠니 신사 시위에 반발하여 선거 활동을 중단하고, 새로운 정당을 만들기로 결정하였다. 원래 당 이름을 '행정을 국민의 손에 되찾는 회'으로 정하였으나 8월 29일에 일본제일당으로 공식 당명으로 결정하게 됨과 동시에 창당하였다.
2017년 2월 26일 APA 호텔에서 첫번째 관습이 시작되면서 사쿠라이는 제일당 대표가 되었고, 4월 27일 기준으로 약 1,800명의 당명을 보유하고 있으며, 의석 수는 없다.

## 같이 보기
- 미국 우선주의